# Thalía (álbum de 2003)
Thalía é o oitavo álbum de estúdio e terceiro álbum homônimo da cantora mexicana Thalía, lançado em 8 de julho de 2003 pela EMI e Virgin Records.
Trata-se do primeiro álbum em inglês da cantora, e compartilha do mesmo título de dois álbuns que a cantora lançou em 1990 (pela gravadora Melody/Fonovisa) e 2002 (pela EMI).
Obteve sucesso comercial. As vendas atingiram mais de 750.000 unidades mundialmente em apenas três meses de lançamento. No Japão, tornou-se o mais vendido da carreira, rendendo-lhe um disco de ouro por mais de 100 mil cópias vendidas no país.

## Antecedentes e produção
Desde que deixou a gravadora Melody/Fonovisa e foi para a EMI, em 1995, Thalía e sua nova gravadora buscaram atingir um público maior do que o que ela alcançou com seus três primeiros lançamentos.  
As primeiras gravações de Thalía em inglês viriam em 1997, em Nandito Ako, que foi lançado exclusivamente nas Filipinas, posteriormente certificado como 3× platina.
Após os sucessos dos álbuns En éxtasis e Amor a la Mexicana, a gravadora EMI planeou um grande investimento na carreira de Thalía com seu álbum seguinte, Arrasando. 
Em 2000, Jose Behar, residente em Los Angeles, presidente/CEO da EMI Latin, disse à Billboard que Thalía estava "completamente comprometida em atingir o maior público possível [nos EUA]" e que "um crossover pop seria a 'última tacada' para a carreira Thalia", porém Behar afirmou: "não estamos apressando nada. Nossa intenção é que as coisas evoluam naturalmente".
Algumas canções de Arrasando foram gravadas em inglês e listadas no site oficial da cantora, mas não foram lançadas comercialmente, exceto «It's My Party» (versão da música «Arrasando»), que foi lançada como single avulso e posteriormente incluso ao álbum Thalía's Hits Remixed, e «Don't Close the Door», versão em inglês de «Regresa a Mí» gravada em 2000, arquivada, e que vazou ao público em 2018.
Depois das versões em inglês de músicas de seu álbum de 2002, Thalía, a EMI finalmente decidiu lançar um álbum completo em inglês, que era visto na época como um crossover de Thalía. A latinidade de seus álbuns anteriores foi deixada de lado e canções no estilo de R&B e pop foram escolhidas.
O álbum foi finalmente lançado em 2003. Uma edição especial em CD+DVD foi lançada no Japão.

## Singles
- «I Want You» é o primeiro single do álbum e se saiu muito bem nas paradas. É um dos maiores sucessos de Thalía. Foi a primeira e única canção de Thalía a entrar na parada estadunidense da Billboard Hot 100.[8] Alcançou a posição #22 da parada, e a posição #9 da Billboard Latin Songs. No Brasil, chegou a #1, e entrou na posição #8 das 100 músicas mais tocadas de todo o ano de 2003.[9] A canção conta com a participação do rapper estadunidense Fat Joe.

- «Baby, I'm In Love» foi o segundo single, mas teve um pico ruim, apenas obtendo a posição #46 na Grécia.[10] Thalía e toda sua equipe esperava que a canção se saísse melhor nas paradas do que I Want You, mas isso não aconteceu. A canção não entrou na Billboard Hot 100, nem na Billboard Latin Songs. Alcançou a posição #7 da Billboard Latin Pop Songs, e não entrou na parada mexicana. Muitos consideram Baby, I'm in Love melhor que I Want You, mas não conseguiu obter muito sucesso. Seu videoclipe foi lançado um mês após seu lançamento em novembro de 2003, com versão também em castelhano.

- «Don't Look Back» foi lançado como terceiro single do disco. Don't Look Back é o único single de todos os outros lançados que não apresenta videoclipe. Apesar de não entrar na Hot 100, Don't Look Back alcançou a nona posição da parada estadunidense Billboard Hot Dance Club Songs.[11]

- «Closer to You/Cerca de Tí» foi lançado como 4.º e último single do álbum. É um dos maiores sucessos de Thalía. Alcançou o topo da Billboard Latin Songs e da parada mexicana. A versão em inglês da música, «Closer To You», já havia sido lançada no álbum de 2002 também Thalía.

- A canção «Dance, Dance (The Mexican)» lançada como single do álbum Thalía (2002), ganhou um remix que está presente neste álbum.

## Recepção crítica
| Críticas profissionais | Críticas profissionais |
| Avaliações da crítica  | Avaliações da crítica  |
| Fonte                  | Avaliação              |
| ---------------------- | ---------------------- |
| Allmusic               | 2.5 de 5 estrelas.     |
| Entertainment Weekly   | C                      |
| Rolling Stone          | 3 de 5 estrelas.       |

Johnny Loftus, do Allmusic, comentou: "Os acordes dos álbuns latinos de Thalía foram calculados e executados para o apreciamento máximo, como Arrasando (2000) foi, feito depois de uma popular novela mexicana [Rosalinda]. Enquanto os sons eram previsíveis, eram imediatamente dançantes, e inteligentemente particulares, para Thalía. Depois disso, não foi uma surpresa que o álbum de estreia na língua inglesa da super-estrela mexicana seja bem-tunado. […] Mas, o álbum é duplamente desapontável, desde a segunda parte consiste em versões em castelhano dos singles da primeira parte. Thalía estava destinada a mostrar para a América o que o México e o mundo sabiam por anos sobre a artista. Por azar, [o álbum] nunca focou muito o suficiente numa coisa para permitir sua estrela a sair verdadeiramente".

## Recepção comercial
O lançamento japonês, intitulado "I Want You", foi certificado como disco de ouro pela Recording Industry Association of Japan. No México, o álbum foi certificado como disco de ouro em 17 de novembro de 2003.
Nos Estados Unidos foram distribuídas mais de 400 mil cópias inicialmente. Desse montante 50 mil cópias foram vendidas apenas na primeira semana, de acordo com a Nielsen Soundsan. Até 2005, mais de 196 mil cópias do álbum haviam sido vendidas nas lojas das quais a Soundscan registrava as vendas.
O álbum vendeu mais de 750 mil cópias em apenas 3 meses de lançamento.

## Edição especial cancelada
A equipe de Thalia, juntamente à própria, lançaram uma ideia para a gravadora de relançar o disco em 2004 com algumas músicas inéditas e um DVD com videoclipes da cantora, mas a ideia foi recusada pela EMI estadunidense, que permitiu apenas o lançamento de grande sucessos para 2004, e foi aí que nasceu Greatest Hits (2004). Esse foi o início do desentendimento de Thalia com alguns responsáveis da EMI, que desencadeou em sua saída no ano de 2008.

## Lista de faixas
| N.º | Título                                                        | Compositor(es)                                                   | Duração |  |
| 1.  | "I Want You" (com Fat Joe)                                    | Cory Rooney, Davy Deluge, Gregory Bruno, Fat Joe, Brenda Russell | 3:46    |  |
| 2.  | "Baby, I'm In Love"                                           | Kara DioGuardi, Guy Roche                                        | 3:54    |  |
| 3.  | "Misbehavin'"                                                 | Cathy Dennis, David Siegel, Steve Morales                        | 3:38    |  |
| 4.  | "Don't Look Back"                                             | Ash Howes, Martin Harrington, Rob Davies                         | 3:15    |  |
| 5.  | "Another Girl"                                                | Morales, Siegel, Dennis                                          | 3:46    |  |
| 6.  | "What's It Gonna Be Boy?"                                     | Rooney, Morales                                                  | 3:40    |  |
| 7.  | "Closer To You"                                               | Thalía, Morales, Siegel, Gerina Di Marco                         | 3:56    |  |
| 8.  | "Save The Day"                                                | Thalía, Lincoln Browder, Kara DioGuardi, Morales, David Siegel   | 3:45    |  |
| 9.  | "You and Me"                                                  | DioGuardi                                                        | 3:43    |  |
| 10. | "Dance, Dance (The Mexican)" (Hex Hector Club Mix)            | Thalia, Shacklock, Rooney, Olivier J. C., Barnes                 | 8:46    |  |
| 11. | "Me Pones Sexy" (Versão em Espanhol de "I Want You")          | (Thalia, Russell, Rooney, Deluge, Bruno, Cartagena               | 3:46    |  |
| 12. | "Alguien Real" (Versão em Espanhol de "Baby, I'm in Love")    | Roche, DioGuardi                                                 | 3:56    |  |
| 13. | "Cerca de Tí" (Versão em Espanhol de "Closer to You")         | Thalia, Siegel, Di Marco, Gerina, Morales                        | 3:57    |  |
| 14. | "Toda la Felicidad" (Versão em Espanhol de "Don't Look Back") | Howes, Harrington, Davies                                        | 3:17    |  |

| Thalía ... Seleção (Promocional, não para venda) |                               |                                                                                    |         |  |
| N.º                                              | Título                        | Compositor(es)                                                                     | Duração |  |
| 1.                                               | "I Want You" (com Fat Joe)    | Thalia Sodi/Brenda Russell/Corey Rooney/Davy Deluge/Gregory Bruno/Joseph Cartagena | 3:42    |  |
| 2.                                               | "Baby, I'm in Love" (Snippet) | Guy Roche/Kara DioGuardi                                                           | 0:28    |  |
| 3.                                               | "Misbehavin'" (Snippet)       | Cathy Dennis/David Siegel/Steve Morales                                            | 0:22    |  |
| 4.                                               | "Closer to You" (Snippet)     | Thalia Sodi/D. Siegel/Di Marco/Gerina/S. Morales                                   | 0:23    |  |
| 5.                                               | "Another Girl" (Snippet)      | C. Dennis/D. Siegel/S. Morales                                                     | 0:24    |  |

| Edição limitada japonesa |                                             |                          |         |  |
| N.º                      | Título                                      | Compositor(es)           | Duração |  |
| 15.                      | "Baby, I'm In Love" (GW-1 Bario Mix)        | Guy Roche/Kara DioGuardi | 7:39    |  |
| 16.                      | "Baby, I'm In Love" (Boris & Beck Club Mix) | Guy Roche/Kara DioGuardi | 3:39    |  |

| Edição japonesa limitada em DVD |                                  |         |  |
| N.º                             | Título                           | Duração |  |
| 1.                              | "I Want You" (videoclipe)        | 3:43    |  |
| 2.                              | "Baby, I'm In Love" (videoclipe) | 3:54    |  |
| 3.                              | "Entrevista Exclusiva" (Inglês)  | 10:00   |  |

| Edição japonesa de I Want You |                                              |                                                                                    |         |  |
| N.º                           | Título                                       | Compositor(es)                                                                     | Duração |  |
| 15.                           | "I Want You" (Pablo Flores Club Mix)         | Thalia Sodi/Brenda Russell/Corey Rooney/Davy Deluge/Gregory Bruno/Joseph Cartagena | 7:39    |  |
| 16.                           | "I Want You" (Pablo Flores Import House Mix) | Thalia Sodi/Brenda Russell/Corey Rooney/Davy Deluge/Gregory Bruno/Joseph Cartagena | 3:39    |  |

## Desempenho nas paradas
| Chart (2003)           | Posição |
| ---------------------- | ------- |
| Billboard 200          | 11      |
| Grécia (IFPI Greece)   | 3       |
| Japão (Oricon)         | 10      |
| República Checa (IFPI) | 27      |

## Vendas e certificações
| Região                                         | Certificação | Vendas/distribuição |
| ---------------------------------------------- | ------------ | ------------------- |
| EUA (RIAA)                                     |              | 400,000^            |
| Japão (RIAJ)                                   | Ouro         | 100,000^            |
| México (AMPROFON)                              | Ouro         | 75,000^             |
| ^distribuições baseadas apenas na certificação |              |                     |

## Créditos
Créditos adaptados do site Allmusic.
| - Thalía—adaptação, composição, vocais de fundo - Jim Annunziato—assistência de engenharia - Marc Anthony—vocais - S. Barnes—composição - Juan Bohorquez—assistência de engenharia, assitência de mixagem - Lincoln Browder—composição, vocais de fundo - Gregory Bruno—composição - Jason Dale—assitente de engenharia - Davy Deluge—composição, produção, programação - Cathy Dennis—composição, vocais de fundo - Kara DioGuardi —composição, produção de vocais, vocais de fundo - Estéfano—produção, design de som - Fat Joe—rap - Mick Guzauski—mixagem - Hex Hector—remixagem | - Ash Howes—composição, mixagem, produção - Richie Jones—arranjos - Sebastián Krys—mixagem - Lee Levin—bateria - Yvonne John Lewis—vocais de fundo - Ken Michaels—programação - Steve Morales—arranjos, composição, guitarra elétrica, teclado, produção, vocais de fundo - Mac Quayle—remixagem - Julio C. Reyes—arranjos, programação, design de som - Guy Roche—composição - Corey Rooney—composição, produção, programação, vocais de fundo - Brenda Russell—composição - Mark Russell—coordenação de produção - José Miguel Sánchez—edição digital, engenharia - Eric Sanicola—arranjos | - Dave Scheuer—engenharia - Andy Schlesinger—engenharia, mixagem - David Siegel—composição, teclados - Martin Harrington—composição, produção - Shane Stoner—edição digital, engenharia, mixagem, engenharia de vocais - John Themis—guitarra - Pat Thrall—engenharia de vocais - Tone—produtor - Samuel Torres—percussão - Javier Valvarde—assitente de engenharia - Rick Wake—produção - Dan Warner— guitarra, guitarra acústica, guitarra elétrica - Richard Wilkinson—engenharia - Robert Williams—engenharia, mixagem, engenharia de vocais - Thomas R. Yezzi—engenharia |

## Histórico de lançamento
| Região         | Data                   |
| -------------- | ---------------------- |
| Estados Unidos | 8 de julho de 2003     |
| México         | 8 de julho de 2003     |
| Espanha        | 28 de julho de 2003    |
| Brasil         | 2 de fevereiro de 2004 |
| Japão          | 27 de abril de 2004    |